# Тоні Вілья
Лауреа́но Анто́ніо Ві́лья Суа́рес (ісп. Laureano Antonio Villa Suárez), відомий просто як То́ні Ві́лья (ісп. Toni Villa) або То́ні (ісп. Toni, нар. 7 січня 1995, Мурсія) — іспанський футболіст, півзахисник клубу «Жирона».

## Ігрова кар'єра
Народився 7 січня 1995 року в місті Мурсія. Вихованець футбольної школи клубу «Реал Вальядолід».
У дорослому футболі дебютував 2014 року виступами за команду «Реал Вальядолід Б», в якій провів два сезони, після чого протягом сезону захищав кольори клубу «Культураль Леонеса».
2017 року повернувся до рідного клубу, де поступово став основним гравцем головної команди.